# Archibald Rogers Estate
Archibald Rogers Estate, también conocida como "Crumwold", es una mansión histórica ubicada en Hyde Park en el condado de Dutchess, Nueva York. Fue diseñado por el destacado arquitecto neoyorquino Richard Morris Hunt. Actualmente, es propiedad de Millennial Kingdom Family Church, un grupo cristiano que funciona como una secta.

## Historia
En 1842, el terreno era propiedad de Elias Butler, quien le dio al lugar el nombre de "Crumwold". Las familias Miller y Hoffman residían en una parte de esta propiedad. Archibald Rogers lo compró en 1889.
En su libro "Coronel Archibald Rogers And the Crumwold Estate", el autor Carney Rhinevault, Hyde Park Town Historian, proporciona los siguientes detalles. Crumwold Hall estuvo ocupado por la Policía Militar 306 de 1942 a 1945, mientras protegían al presidente Roosevelt, que vivía al lado. Cuando el presidente murió en 1945, los parlamentarios fueron trasladados a la cochera de la mansión Vanderbilt para proteger la tumba del presidente. En 1947, Daniel Trosky compró la mansión y vendió parte de la propiedad para obtener el dinero necesario para comenzar a construir casas en lotes de un cuarto de acre. En 1948, Trosky intentó crear la escuela FDR en Crumwold Hall, pero ese esfuerzo duró solo un par de años. La escuela siguió existiendo cuando, en 1952, debido a problemas de espacio, se trasladó a Shippan Point en Stamford CT. La escuela permaneció abierta y exitosa hasta 1984. En 1948, Trosky vendió alrededor de 900 acres y trece dependencias a John Watson Golden y sus socios, y comenzó la construcción de lo que se conoció como Crumwold Acres.
En 1951, fue comprado por la Iglesia Católica y se formó la Escuela Secundaria Seminario Eymard. En la década de 1970, la Iglesia Católica decidió vender el Seminario Eymard (Crumwold Hall). La propiedad fue comprada por J. Homer Butler.

## Descripción
Es una vivienda de tres pisos construida con granito corrugado de Maine con molduras de arenisca al estilo Chateauesque. Está rematado por un tejado a cuatro aguas y tiene ocho chimeneas de piedra y un parapeto central. Presenta tres torres, dos con techos cónicos y la tercera con techo piramidal. También en la propiedad hay una cochera y una casa de campo.
Existe hoy en día, pero en lugar de mantener a una sola familia en la grandeza victoriana, más de 500 familias, la mayoría en sus propias casas unifamiliares, ahora viven en tierras de Crumwold. Crumwold Hall es hoy propiedad de un grupo religioso ecuménico llamado Millennial Kingdom Family Church, que compró el edificio y 69 acres de J. Homer Butler en 1983.
Se agregó al Registro Nacional de Lugares Históricos en 1993. 